# Port Leucate

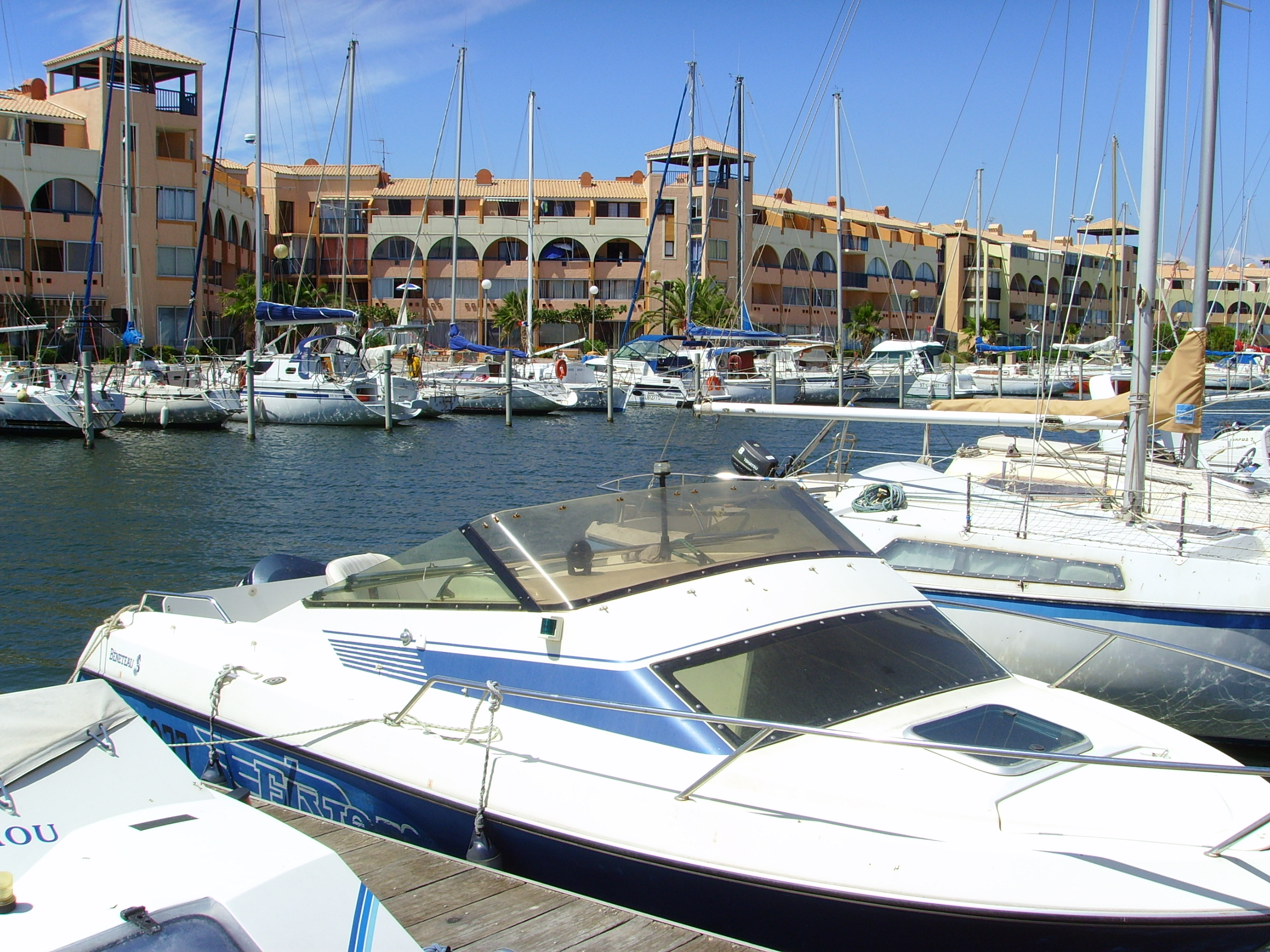
Le port de Port Leucate.

Port Leucate est un port et une station balnéaire située sur la commune de Leucate (Aude) et aménagée au moment du plan Racine, à la fin des années 1960, sous l'impulsion du général de Gaulle, avec le concours d'architectes comme Georges Candilis.

## Localisation

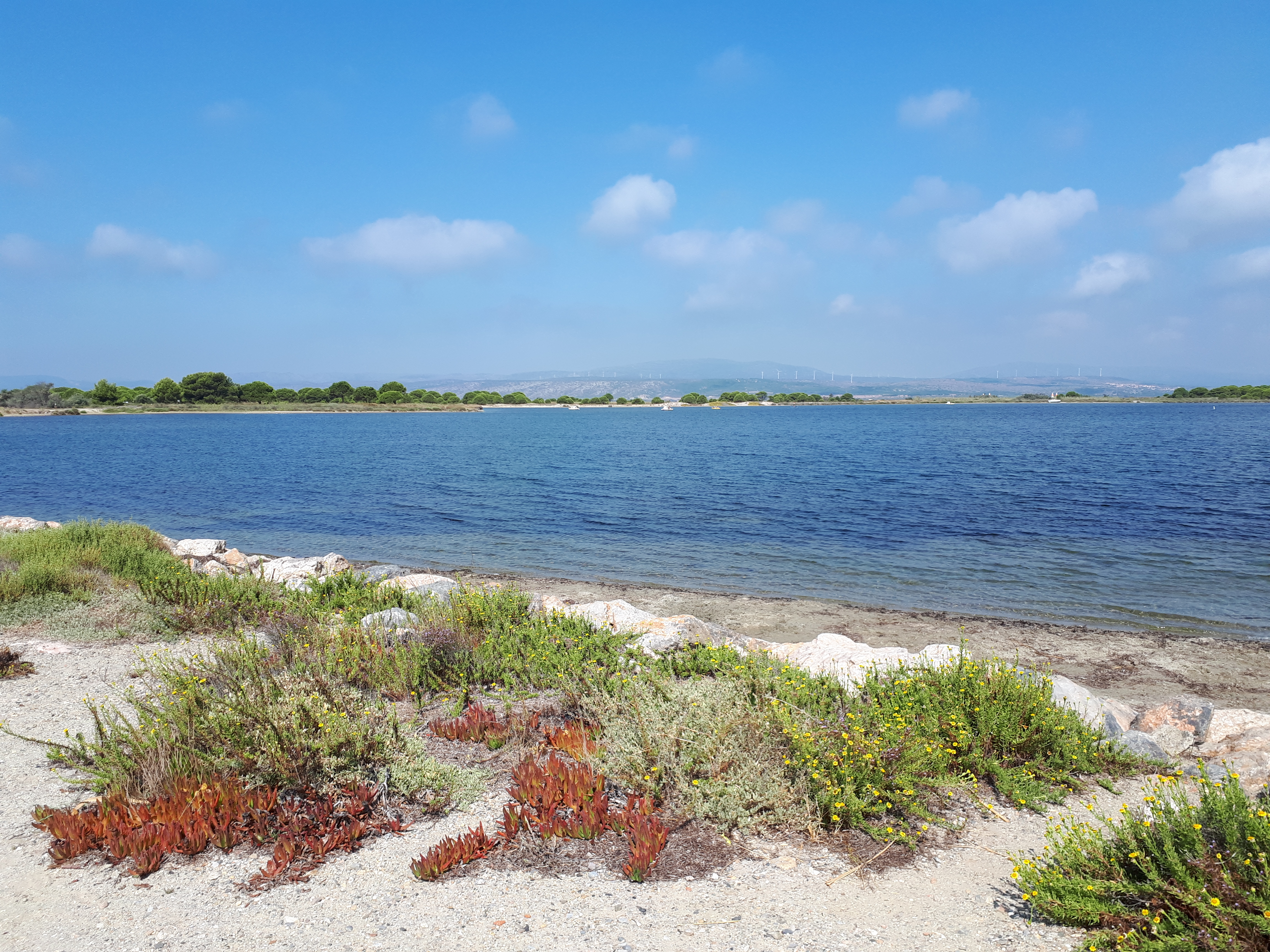
Vue à travers l'étang de Salses-Leucate, depuis l'extrémité sud de Port Leucate. L'île à mi-distance à gauche fait partie du "site des Dosses", avec son sentier de découverte.

La station balnéaire est située sur le cordon littoral séparant l'étang de Leucate du golfe du Lion, au pied des Corbières maritimes.
La station est accessible depuis la route départementale D83 au sud en provenance du Barcarès ou depuis la D627 en provenance de Leucate au nord.

## Description

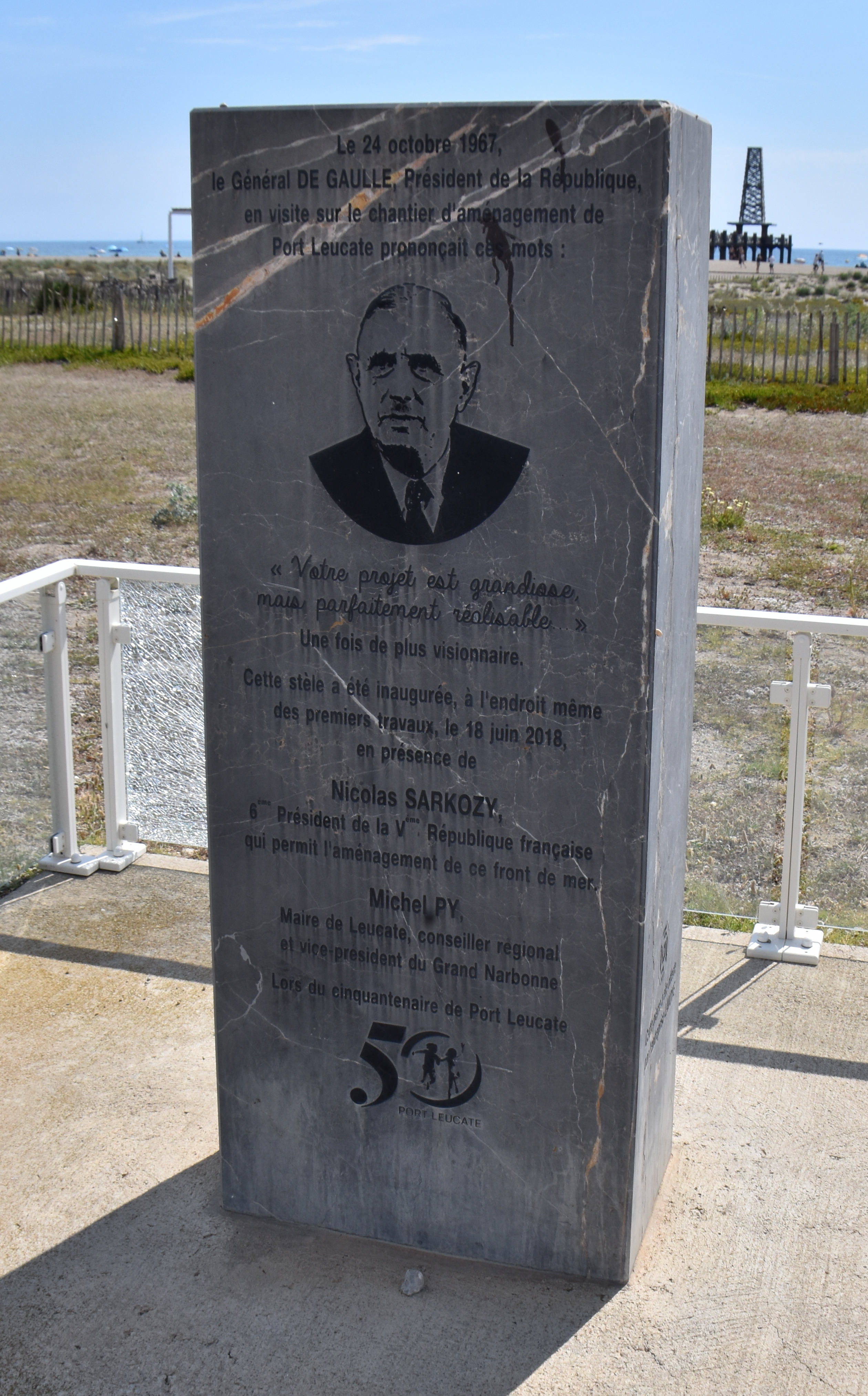
Stèle Hommage à la visite du Général De Gaulle lors de l'aménagement du site en 1967.

La création de Port Leucate résulte du projet d'aménagement du littoral languedocien, conduit par la Mission interministérielle d'aménagement touristique du littoral du Languedoc-Roussillon et pour ce projet par l’architecte Georges Candilis. Port Leucate faisait partie de la nouvelle unité touristique Leucate-Le Barcarès (ou Port Leucate–Port Barcarès) construite dans le cadre de la mission Racine.
Dès le début des années 1970, ce projet s'est traduit à Port Leucate par un aménagement facilitant le quotidien des familles en vacances : centre commercial au port (boucheries, rôtisseries, marchands de fruits et légumes, boulangeries, pharmacie, presse, tabac...), centre commercial au Kyklos, centre de vacances des Carrats, fontaines illuminées, plantations, allées piétonnières, pistes cyclables et digues, mobilier sur les plages pour abriter du vent, aménagement de lotissements (Village Grec, Griffoulière, Ginestou) composés de maisons à toit terrasse dotées d'un patio, spectacles et animations pour les enfants, cinéma, tennis.
Dans les années 1980, un autre type de constructions, pour répondre à un tourisme de masse, est mis en œuvre avec des espaces plus petits et ouverts sur des jardins intérieurs (résidences Merlin, Leucatines...).
Le tourisme y est l'activité essentielle avec plus de 60 000 touristes par an.[réf. nécessaire] Les modes d'hébergement proposés sont principalement les locations meublées, les campings, les hôtels et villages de vacances. Une partie de la station est réservée aux naturistes.
Dans les années 1990, Port Leucate commence à accueillir des habitants à l'année, ce qui n'était pas envisagé dans le schéma directeur initial. De nouveaux usages apparaissent: création de clubs de loisirs, permanence de l'agence postale, ouverture à l'année de la presse et du tabac, de quelques cafés et restaurants.
L'office de tourisme et la mairie annexe au port sont agrandis, et une salle d'exposition y présente une programmation estivale. Le cinéma, initialement composé de salles classiques et d'une salle en plein air dans les années 1970 a fermé au début des années 2000 et une salle de projection a été aménagée en remplacement dans la bâtiment de l'office du tourisme-mairie annexe. En 2011, un nouveau cinéma est aménagé près du casino, à la limite sud de la commune, proche de Port-Barcarès. En juin 2021, McDonald's ouvre à proximité un point de vente, avec un drive et un parking.
Un collège privé sous contrat de l'enseignement catholique, annexe de l'institution Saint-Louis de Gonzague de Perpignan, est construit à l'emplacement de l'ancienne caserne des pompiers et inauguré en 2012.
La gendarmerie au niveau du pont de la Corrège a été construite à la fin des années 1980.
Une école maternelle et primaire a été ouverte au centre de Port Leucate, non loin du Kyklos.
Le port de plaisance, l'un des plus grands d'Europe, peut accueillir 1300 bateaux et les ports à sec 330.
Port Leucate se situe près de l'Île de la Corrège dans l'étang de Salses-Leucate, à la limite nord de Port-Barcarès.

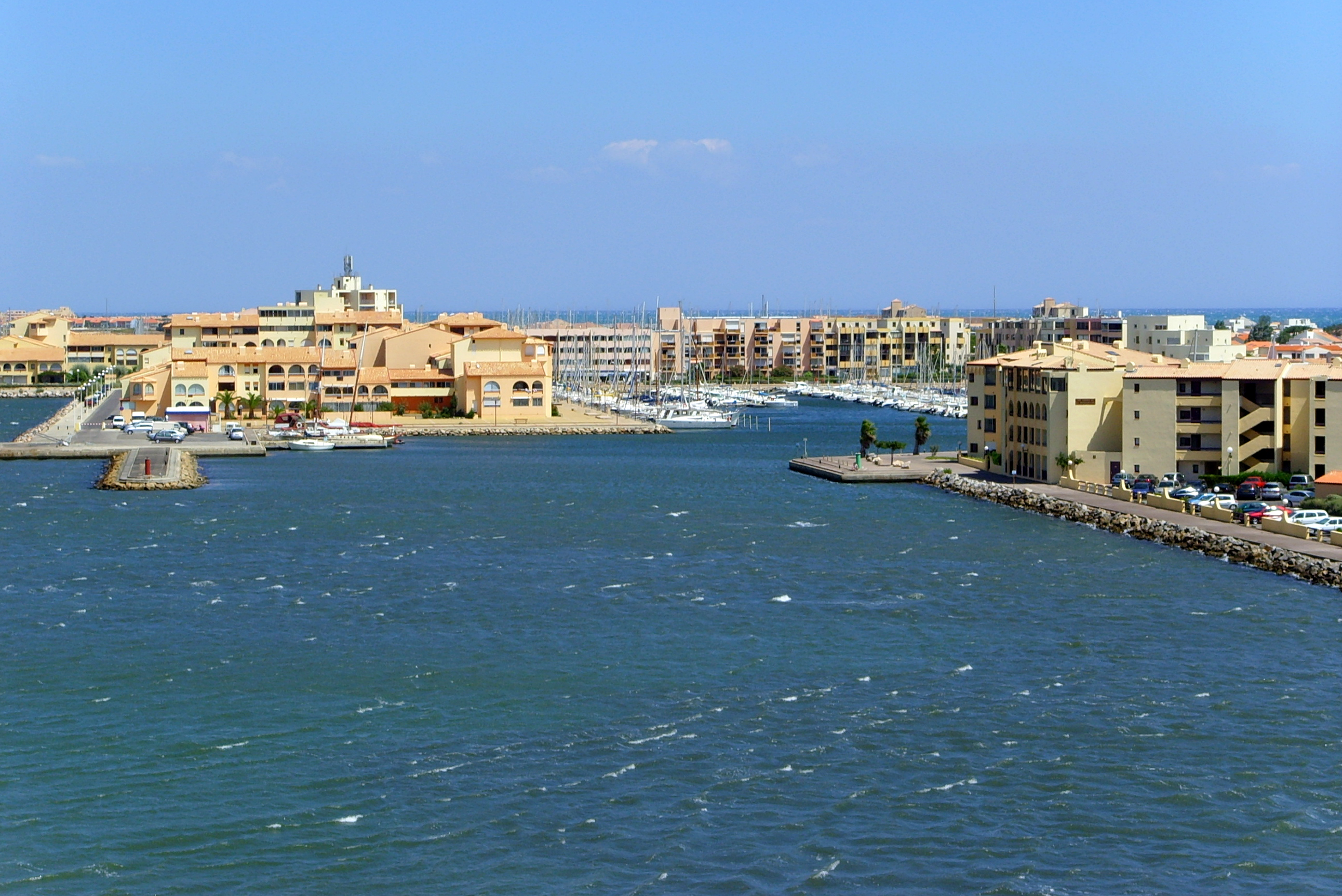
L'entrée du port depuis le pont de la Corrège
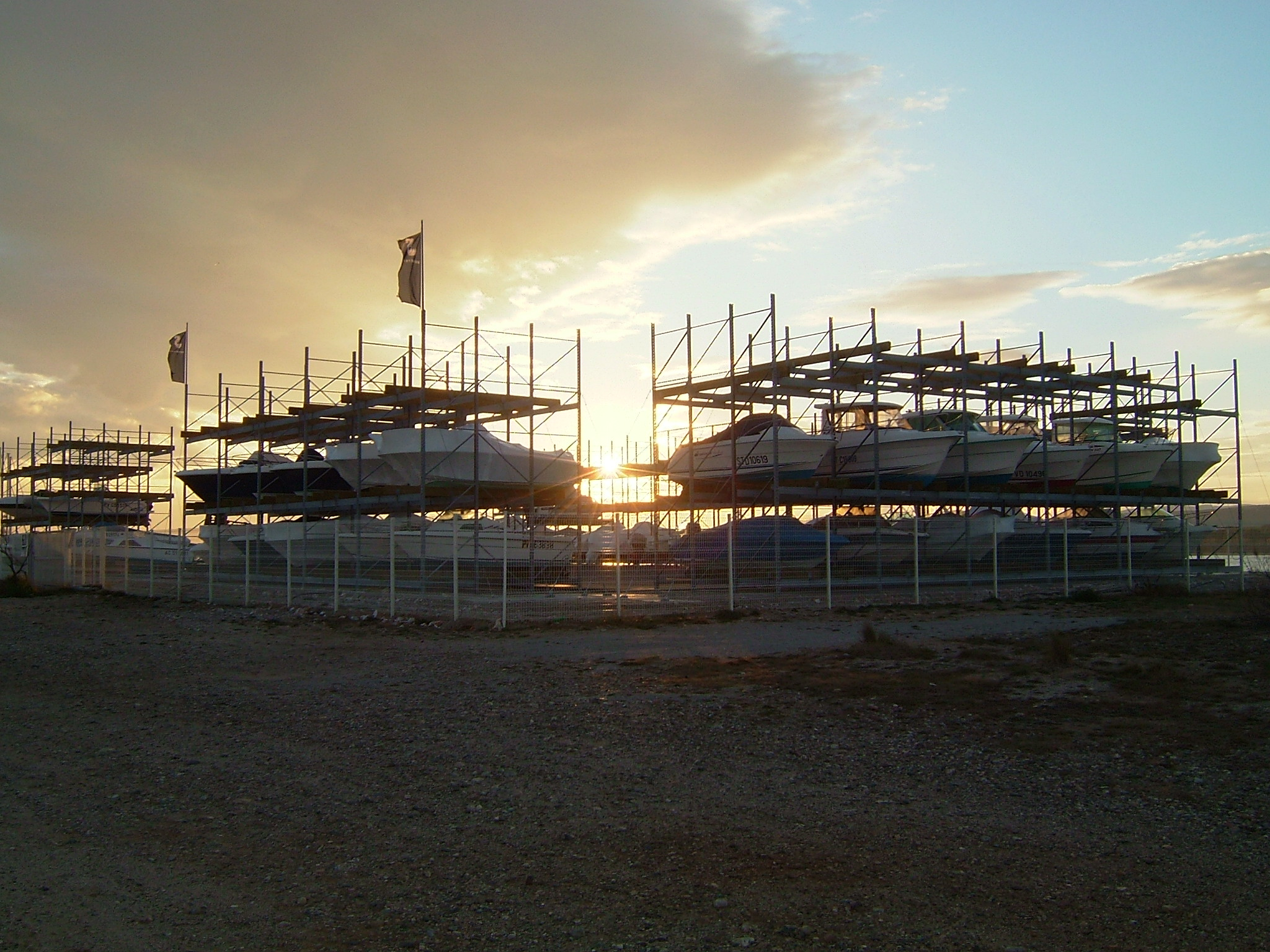
Le port à sec dans la zone technique du port
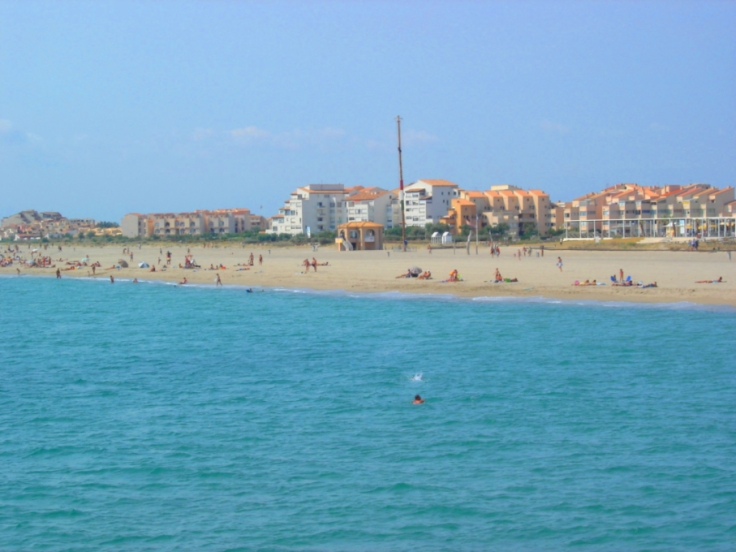
La plage.

## L'église Saint-Jacques
Dans les années 2000, la chapelle saint Jacques, trop exiguë au port, est remplacée par une église construite avenue de Septimanie sur l'emplacement d'un parking public.

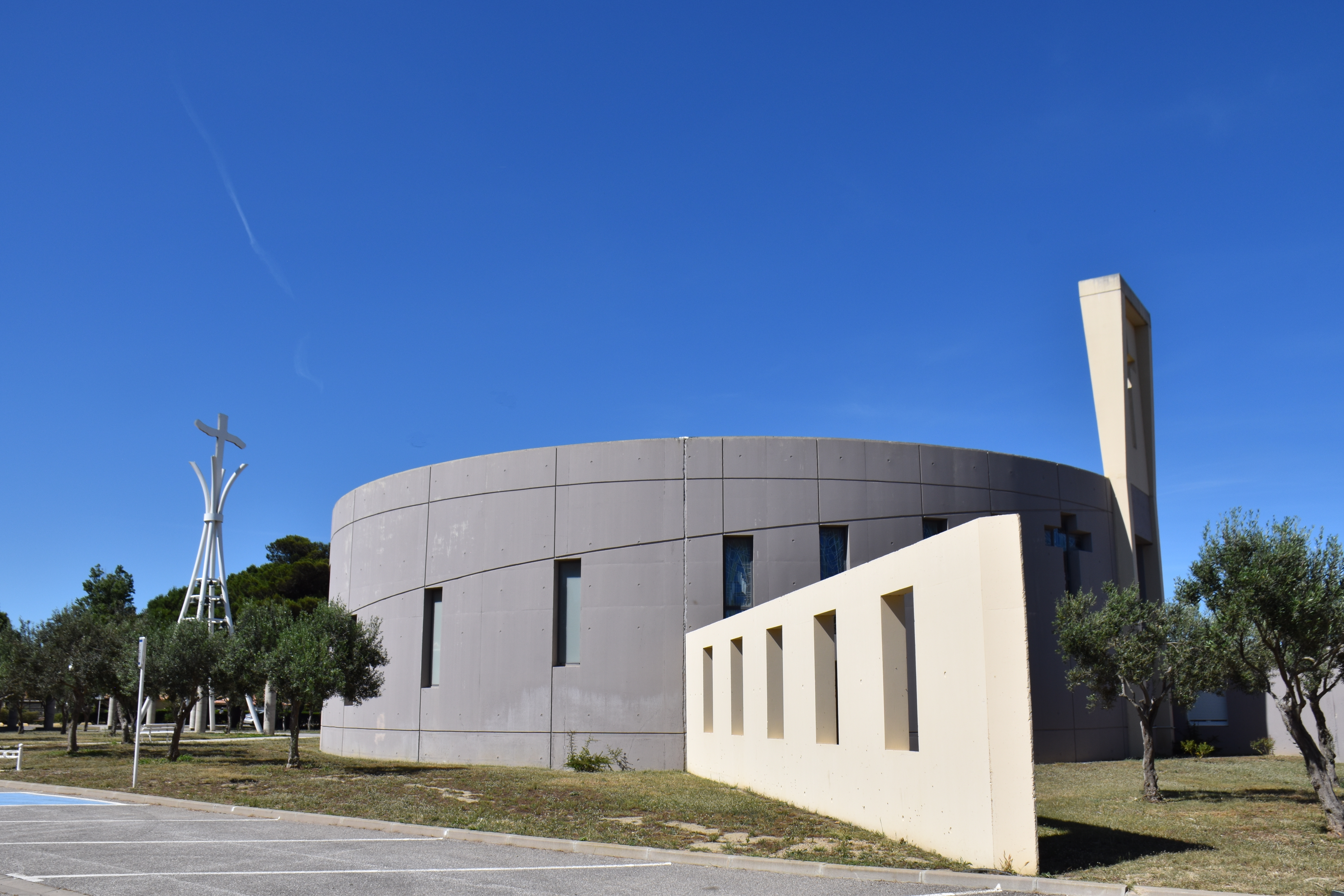
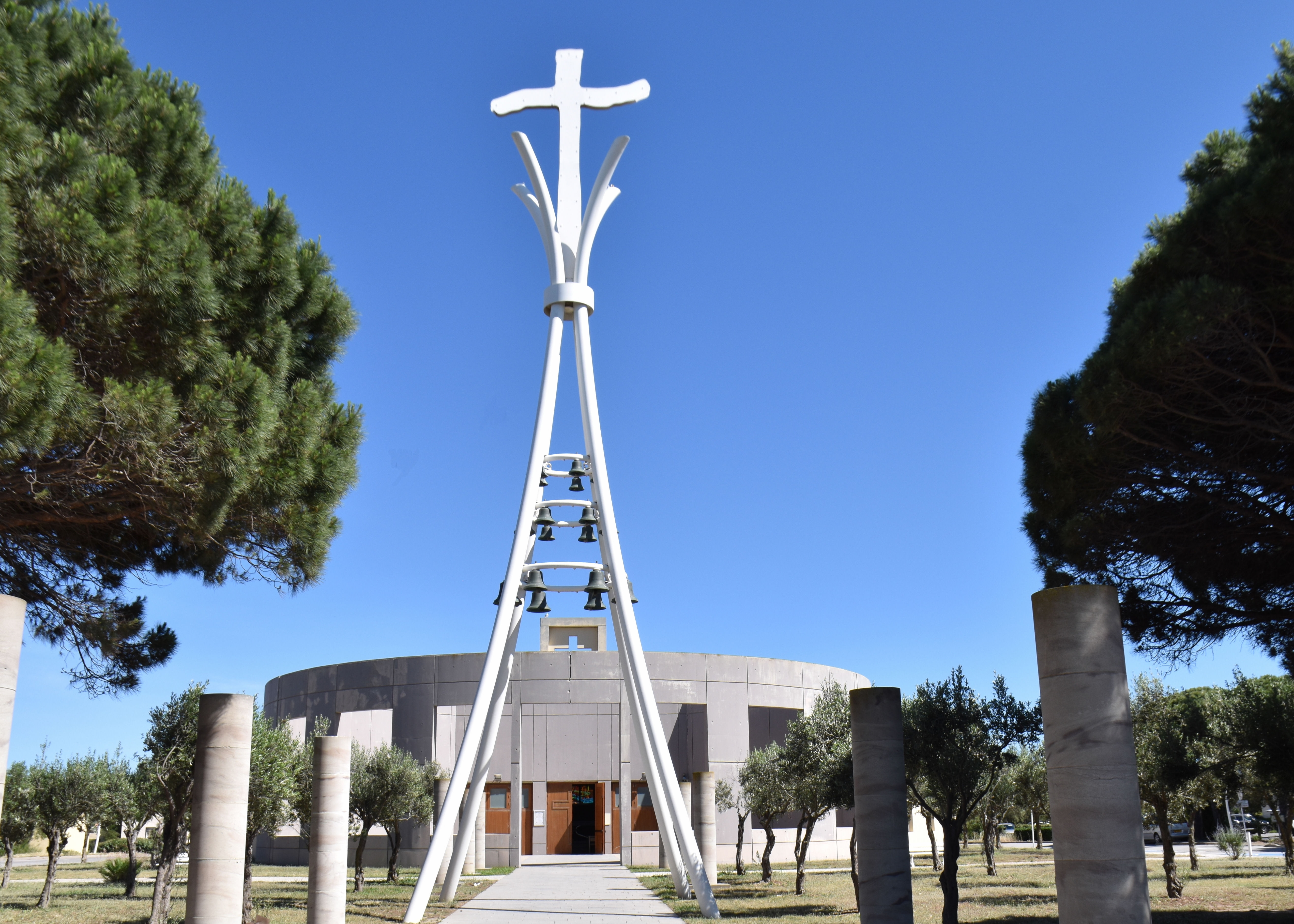
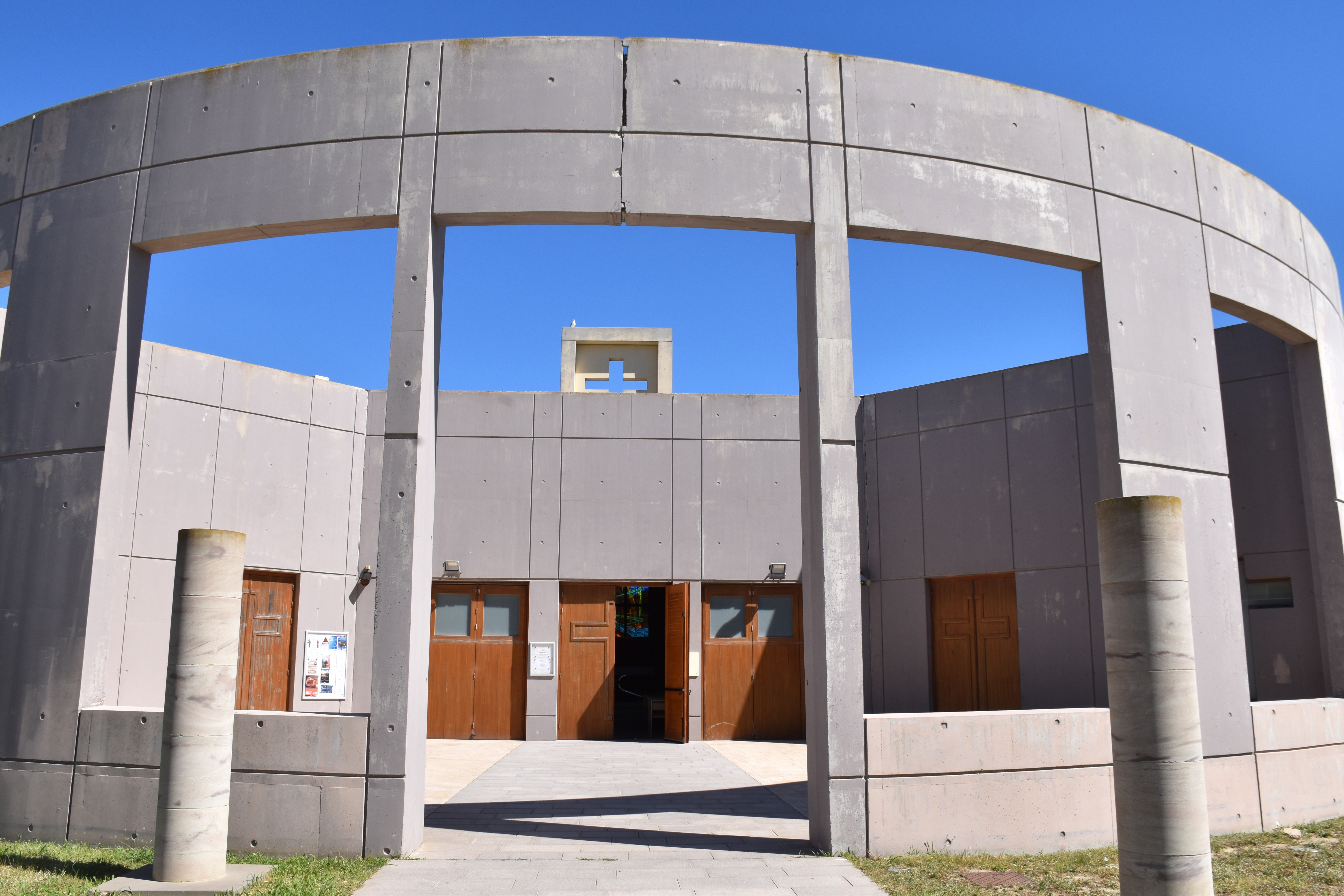
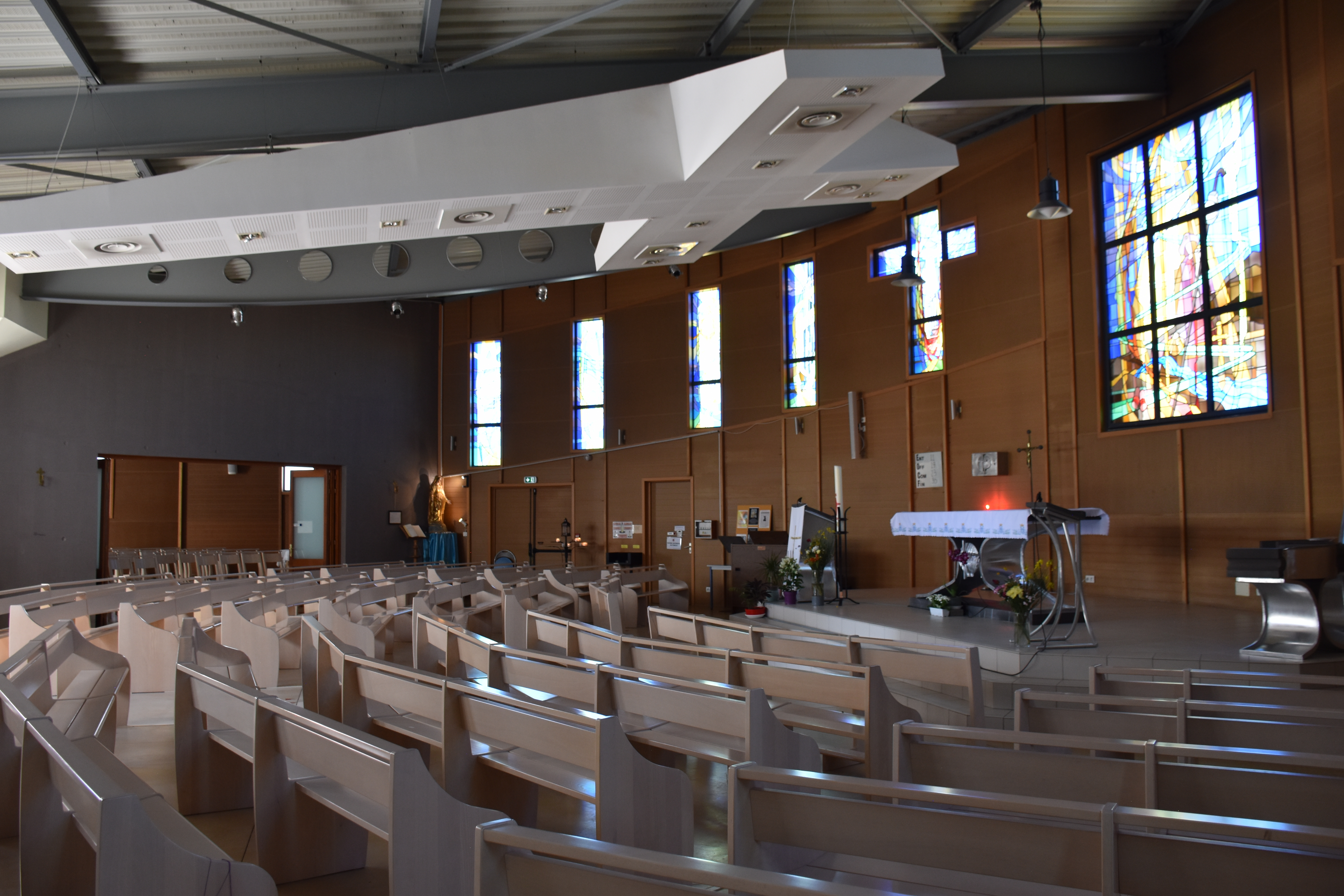
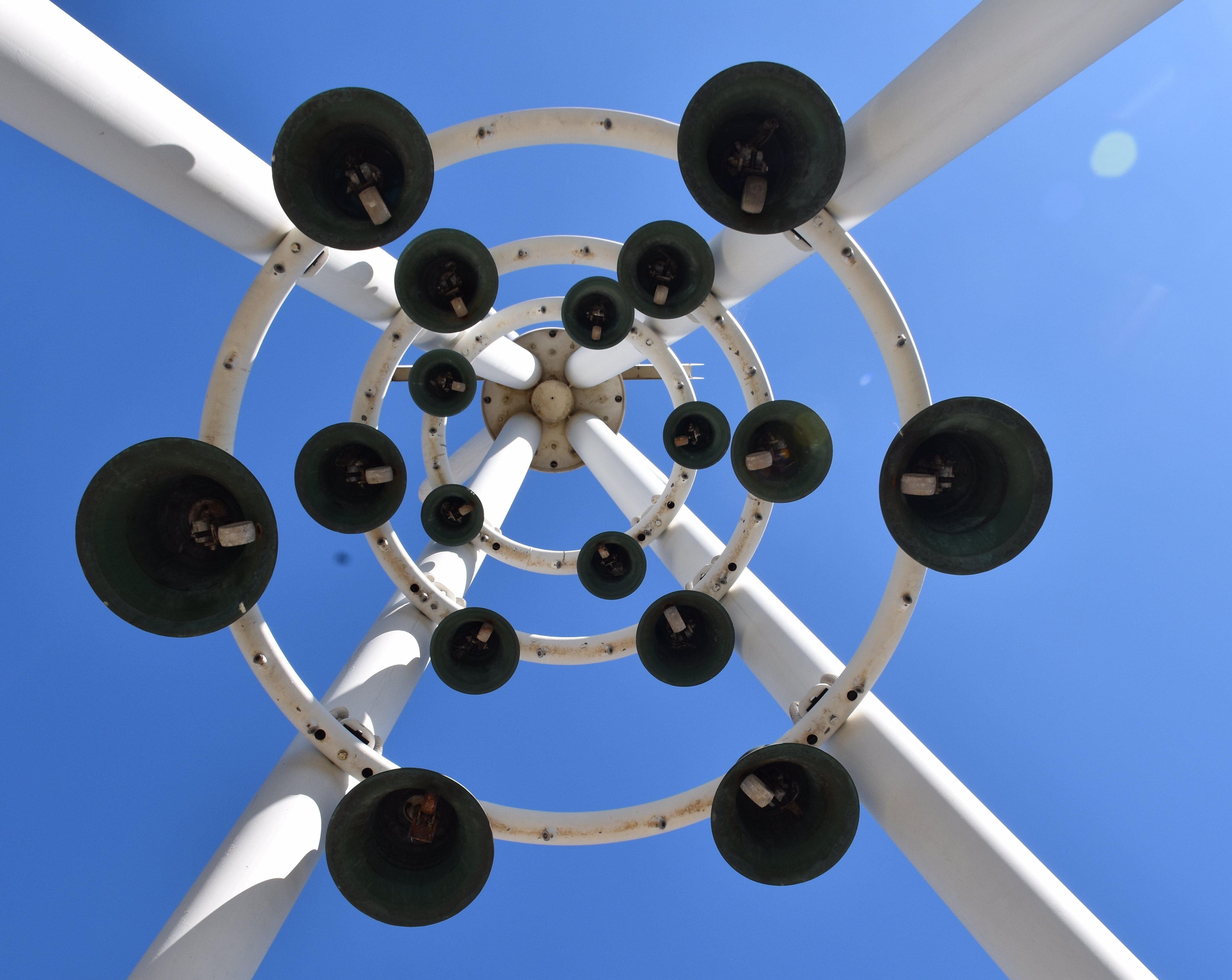
Les 17 cloches du campanile.

## Île de la Corrège

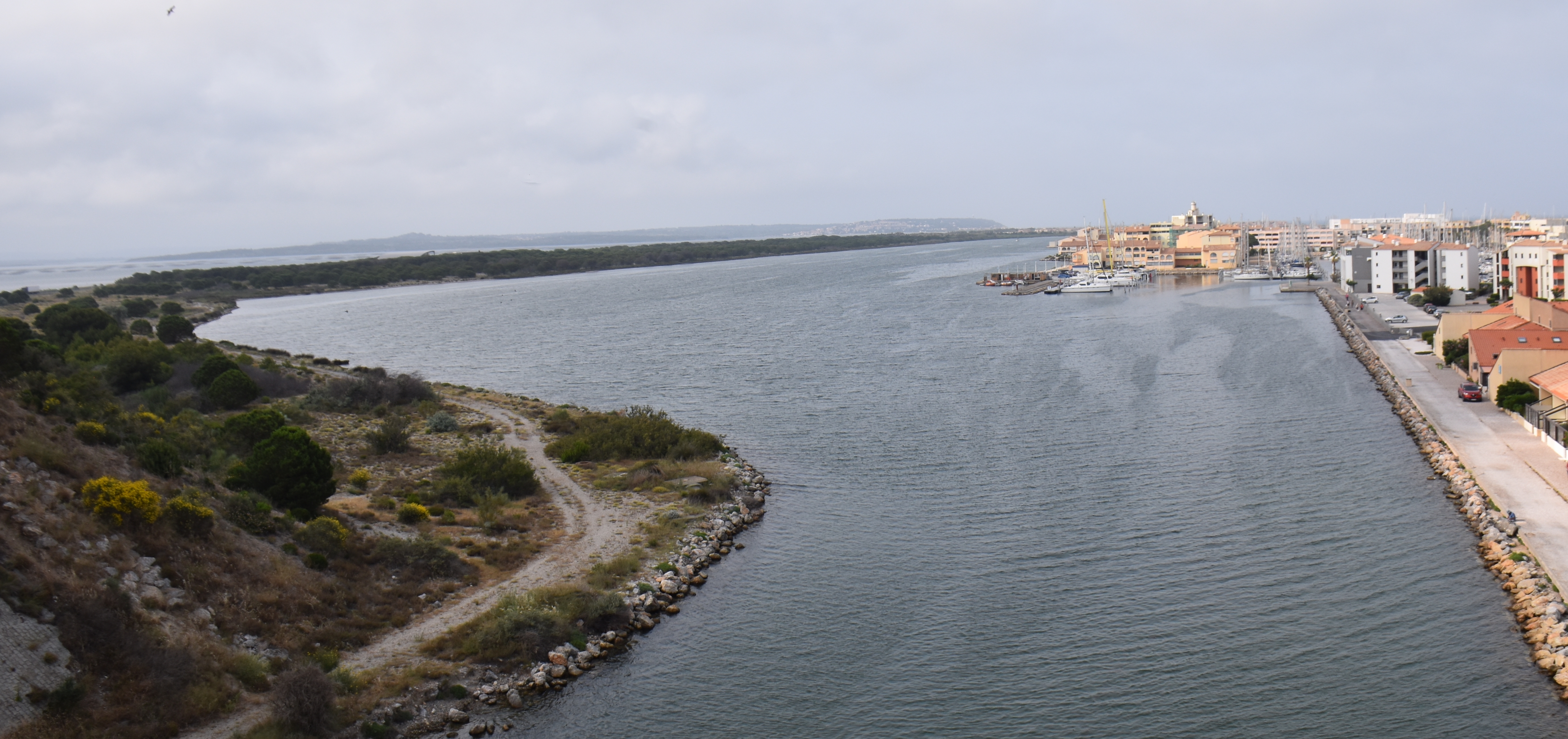
Sur la gauche, bande boisée de lîle de La Corrège.

L'île de la Corrège ou île aux oiseaux est une île d'environ 150 hectares, qui via deux ponts sur la D.627 relie Leucate Village à Port Leucate. Elle a été créée artificiellement lors de l'aménagement de Port Leucate, de Port-Barcarès et du creusement du port et de son chenal de communication avec l'étang.
Elle fait partie de la Zone naturelle d'intérêt écologique, faunistique et floristique de La Corrège.
Elle héberge le port conchylicole et le village naturiste.

### Le village naturiste de la Corrège
En 1974 dans le cadre de la mission Racine, l’État français établit le périmètre naturiste de Port Leucate, qui donnera naissance au village naturiste de l'Ile de la Corrège. Ce dernier s'étend sur 45 hectares face à 5 hectares de plage naturiste. Le village naturiste, qui se trouve sur l'Île de La Corrège, entre Leucate-Village et Port Leucate, est rattaché à Port Leucate car il possède sa propre marina.
Ces résidences ont un accès direct à la plage naturiste de Leucate, qui s'étend sur 5 hectares, surveillée par des maîtres nageurs en haute saison.

Le village naturiste
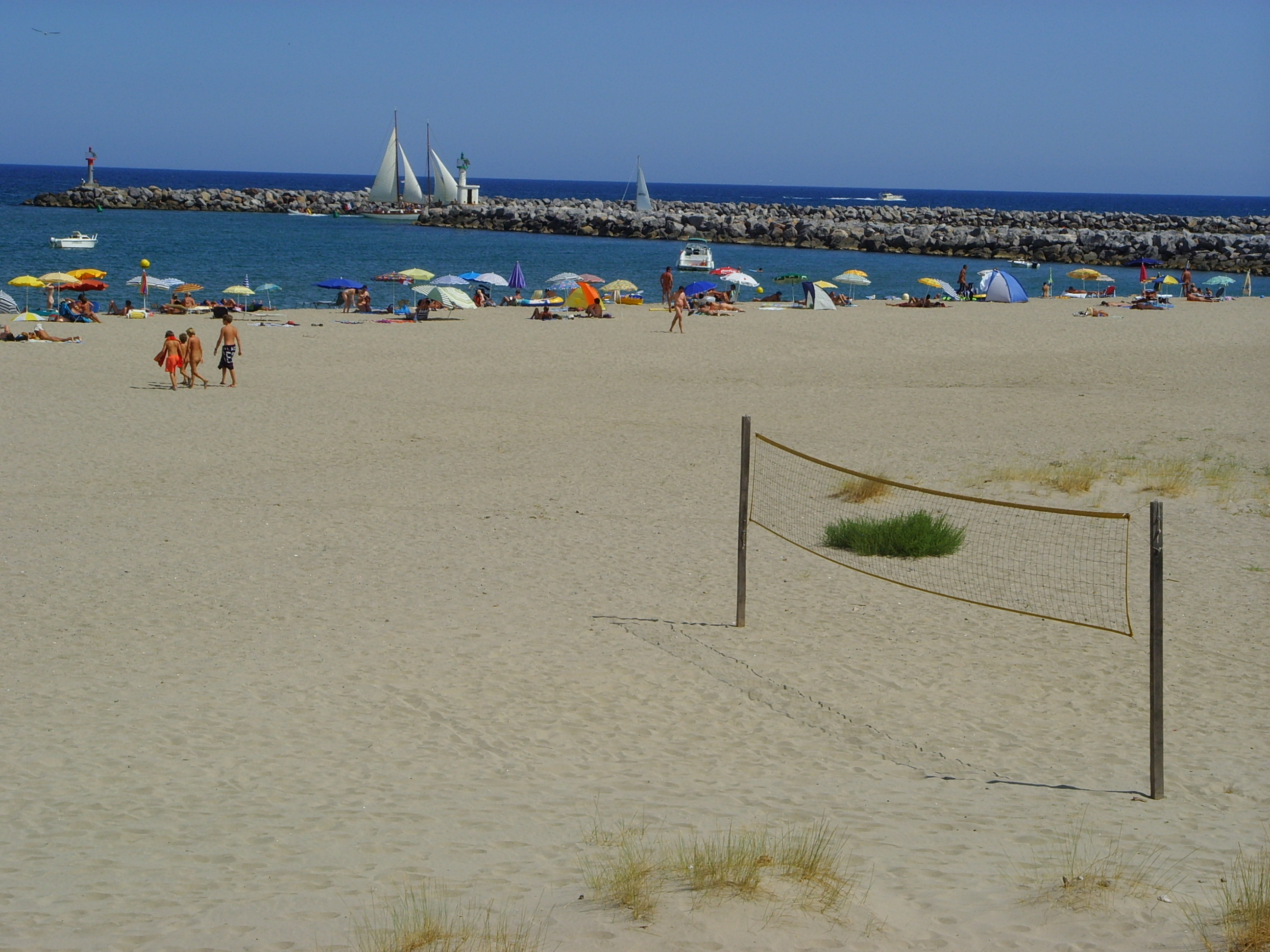
La plage naturiste près de l'entrée Nord de Port Leucate.
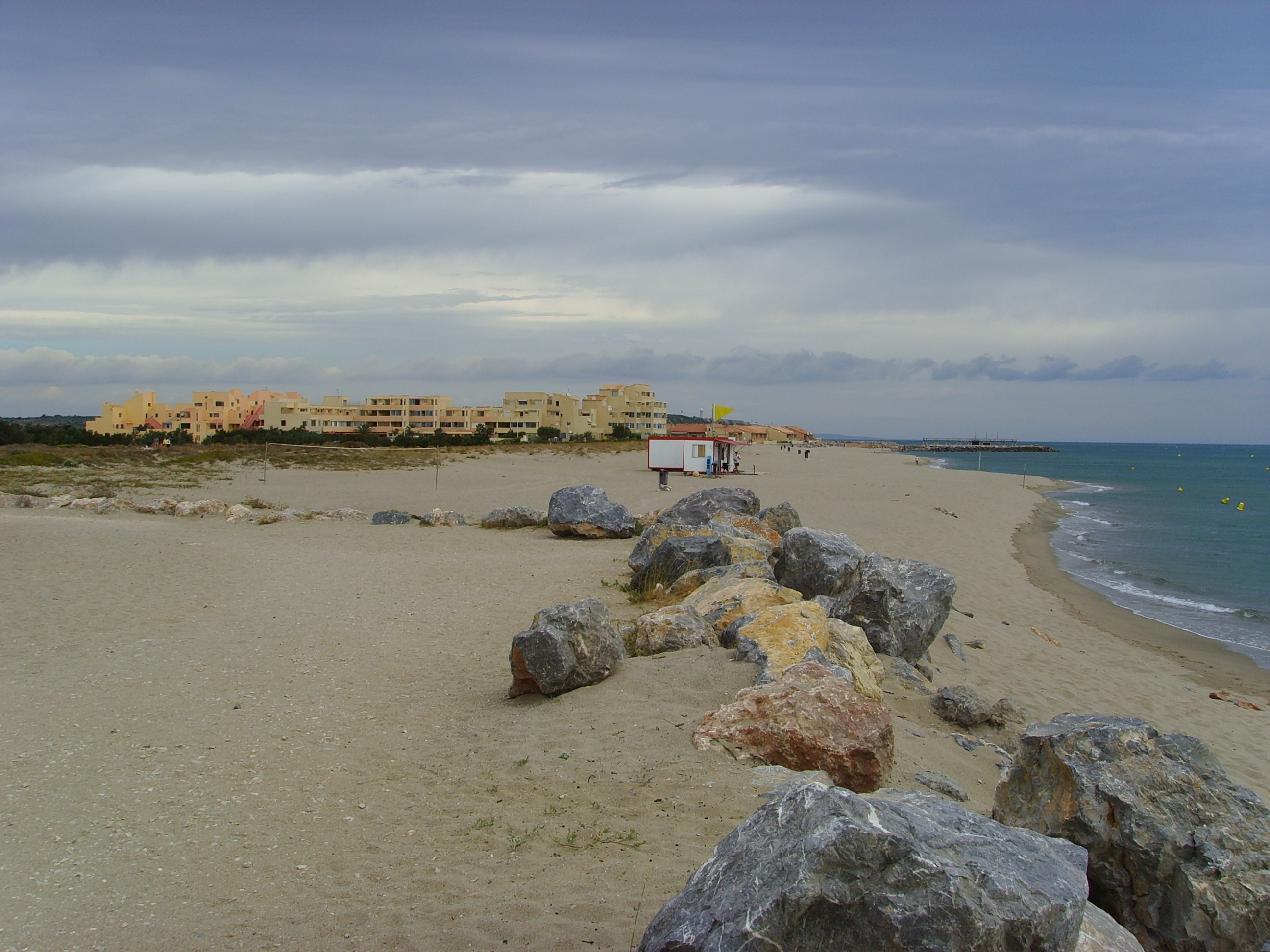
La plage naturiste avec vue sur des résidences.
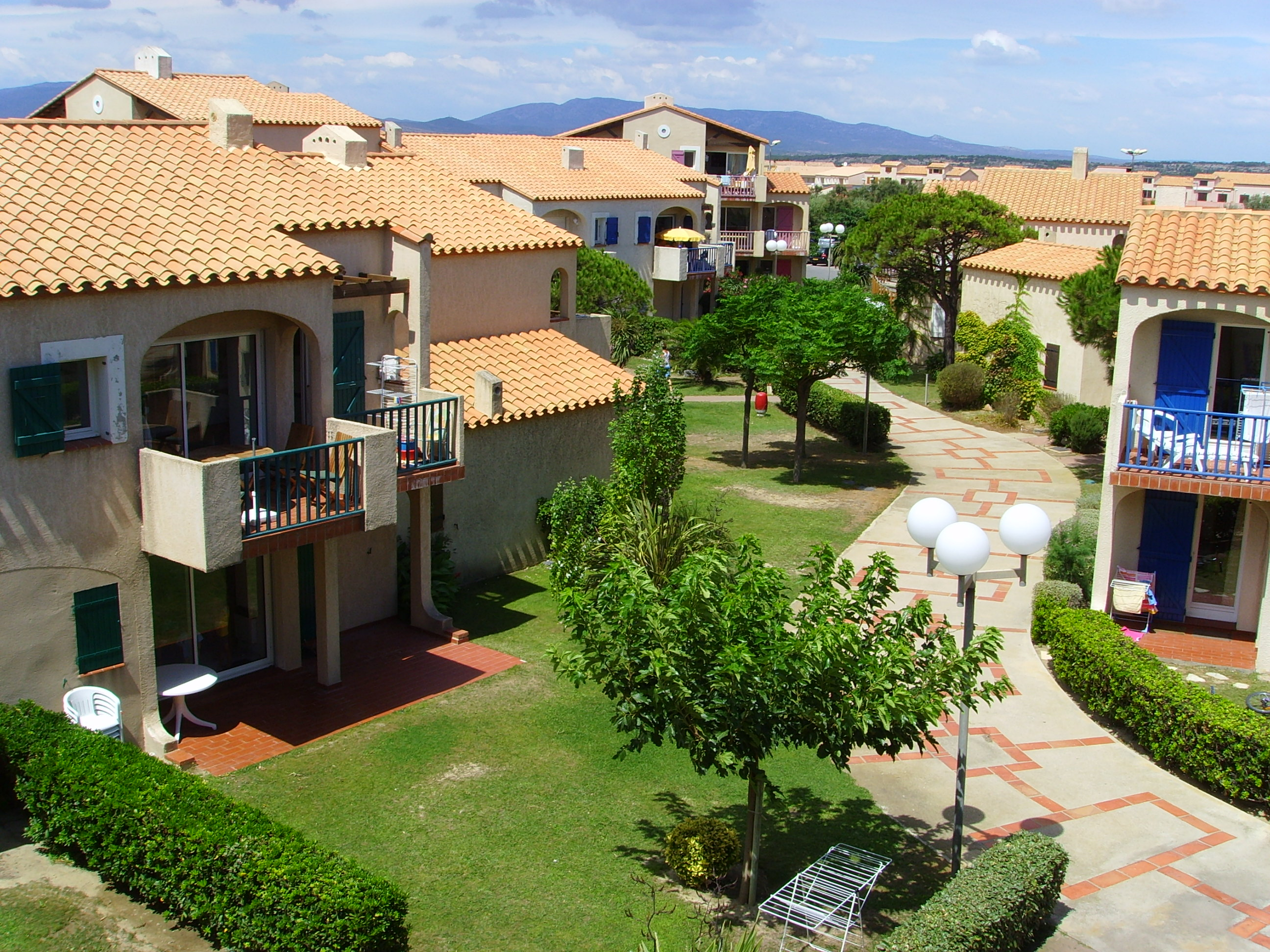
Une placette dans la résidence naturiste.
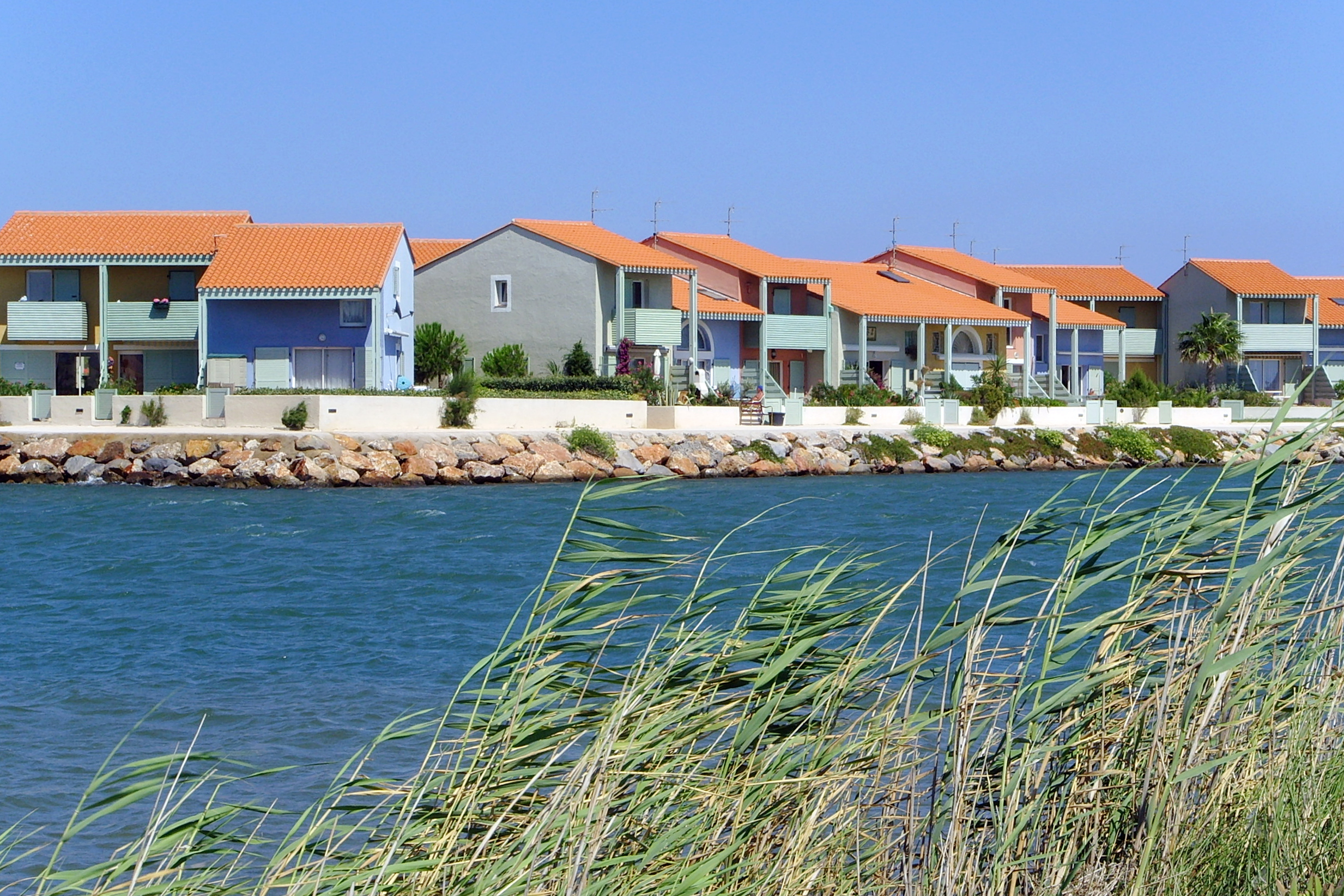
Résidence naturiste.

## Le port conchylicole
Le port conchylicole est situé au sud de Leucate-plage pour la rive gauche et au nord du village naturiste de l'Île de la Corrège pour la rive droite. Les ostréiculteurs élèvent leurs coquillages : huîtres, moules, palourdes et même crevettes impériales sur les rives du grau, au centre ostréicole. Depuis 2017, certains de ces producteurs sont lauréats de médailles d'or décernées chaque année, lors de la présentation des huîtres de Leucate au Salon de l'Agriculture.

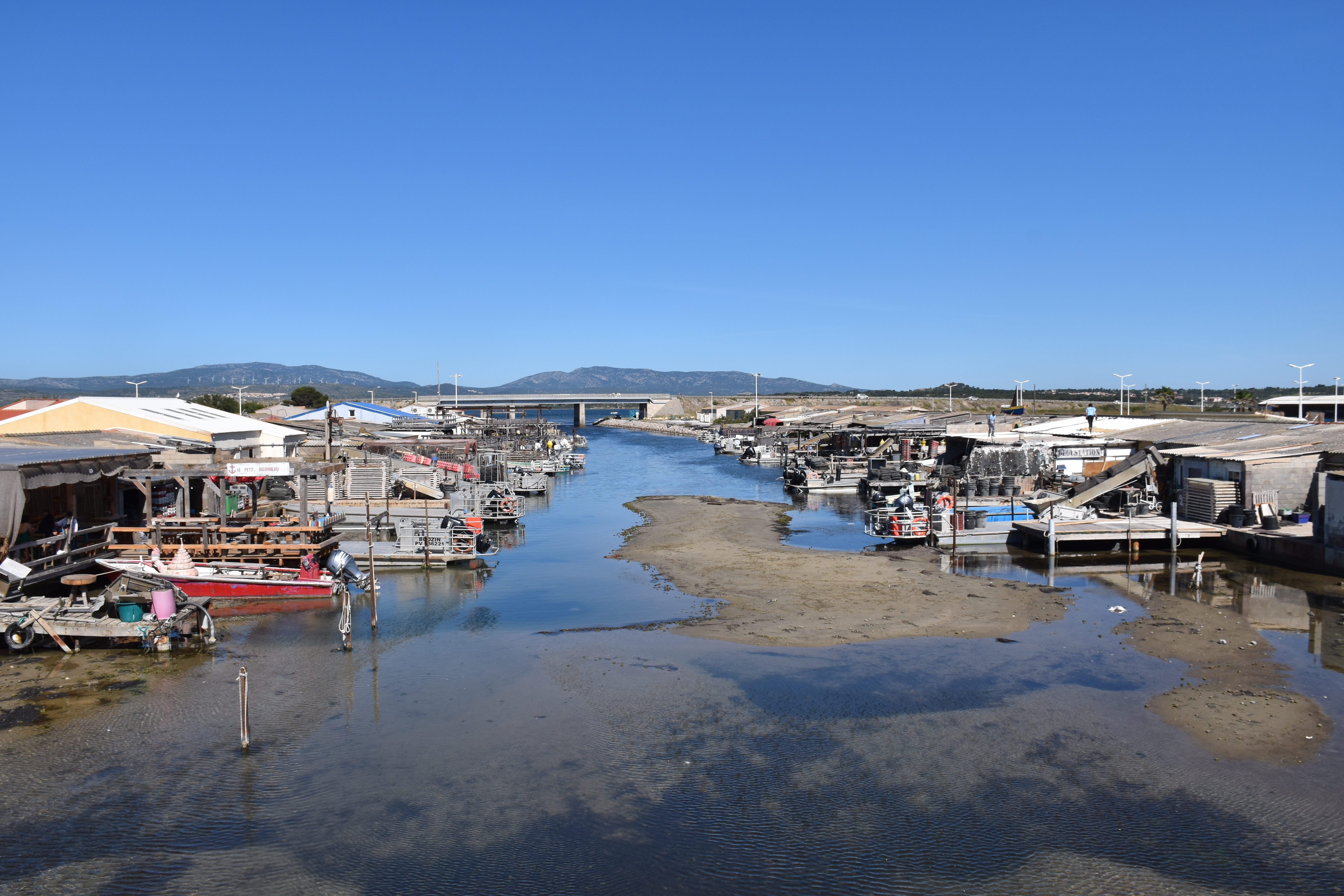
Vue du chenal côté étang depuis le pont piétonnier.
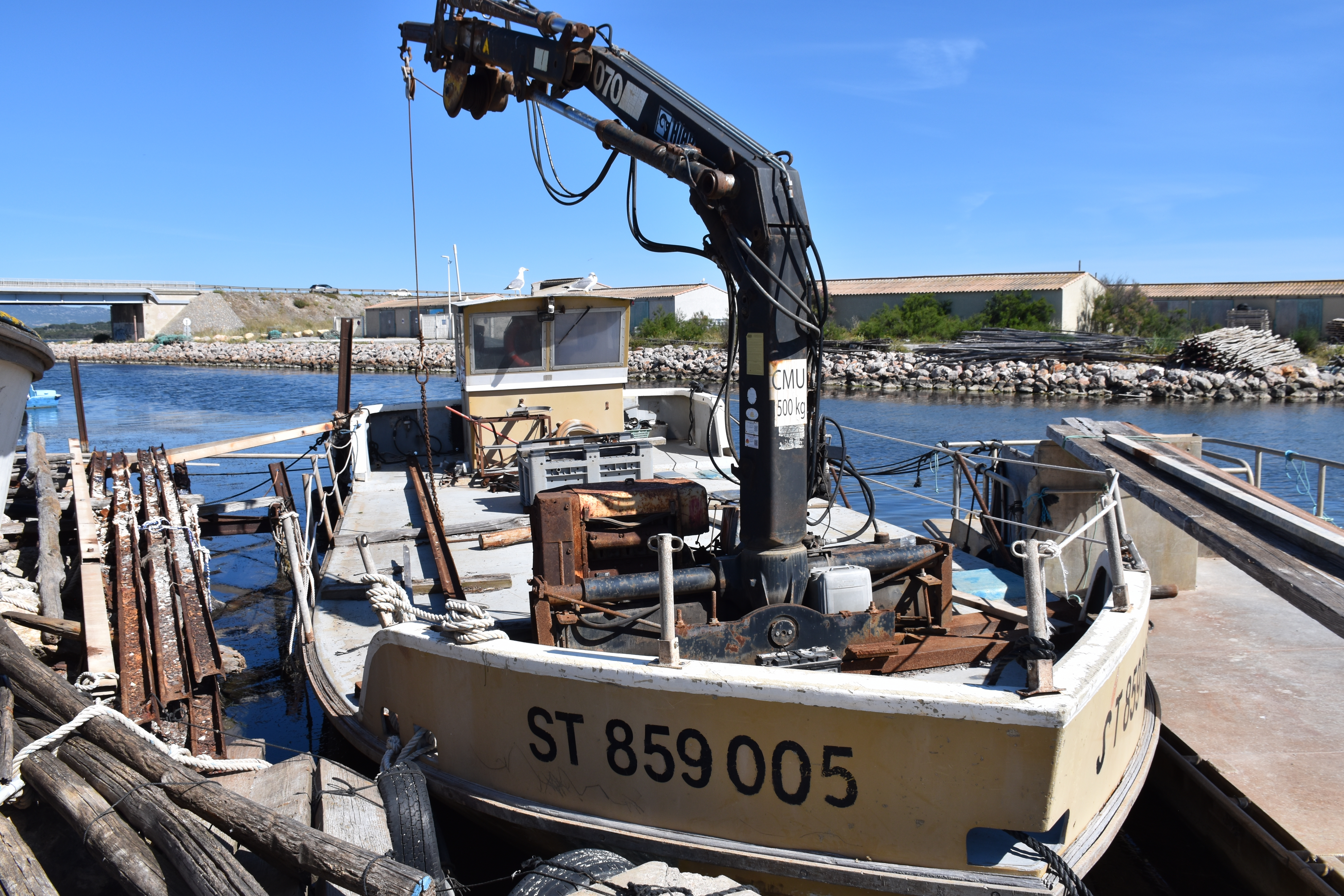
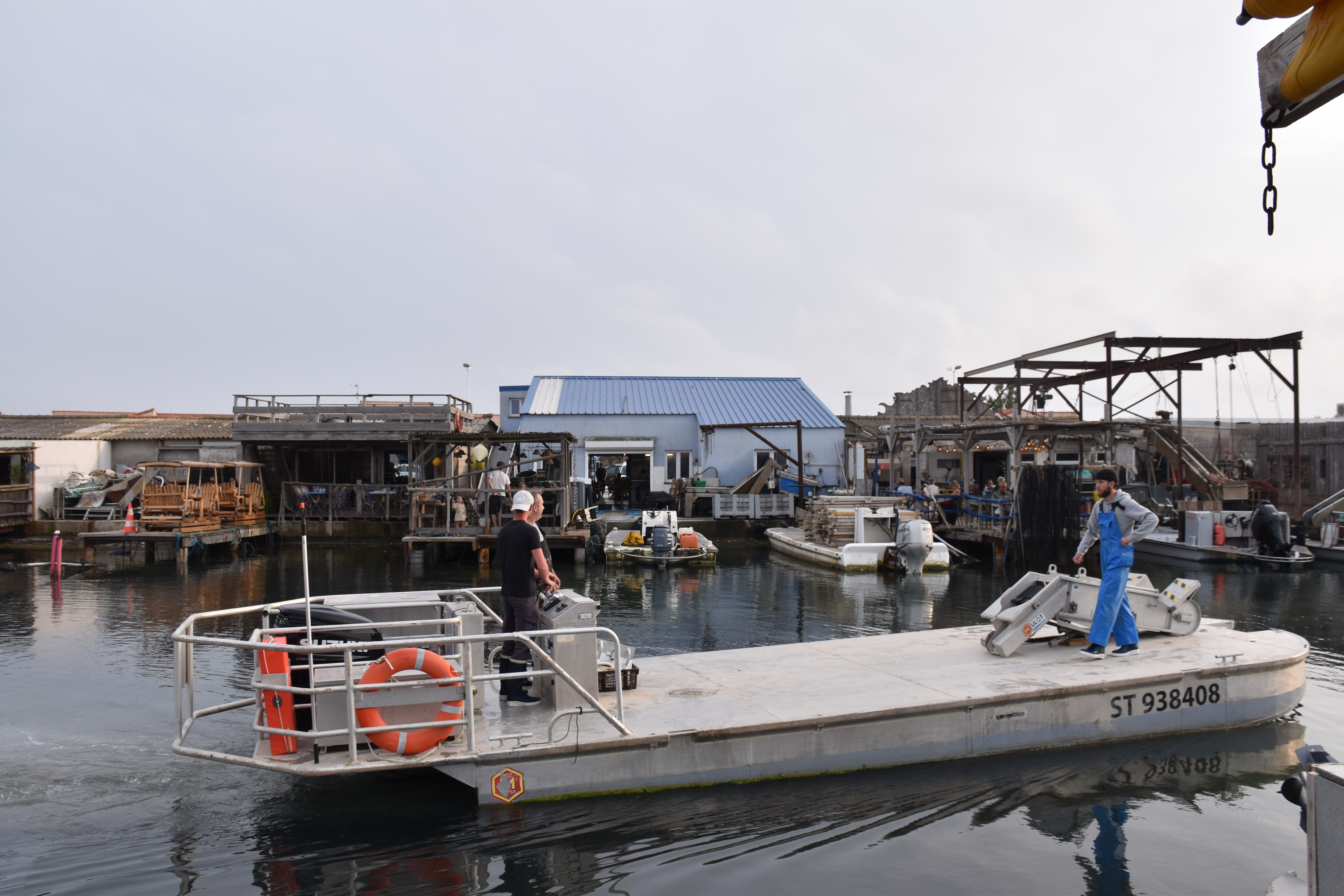
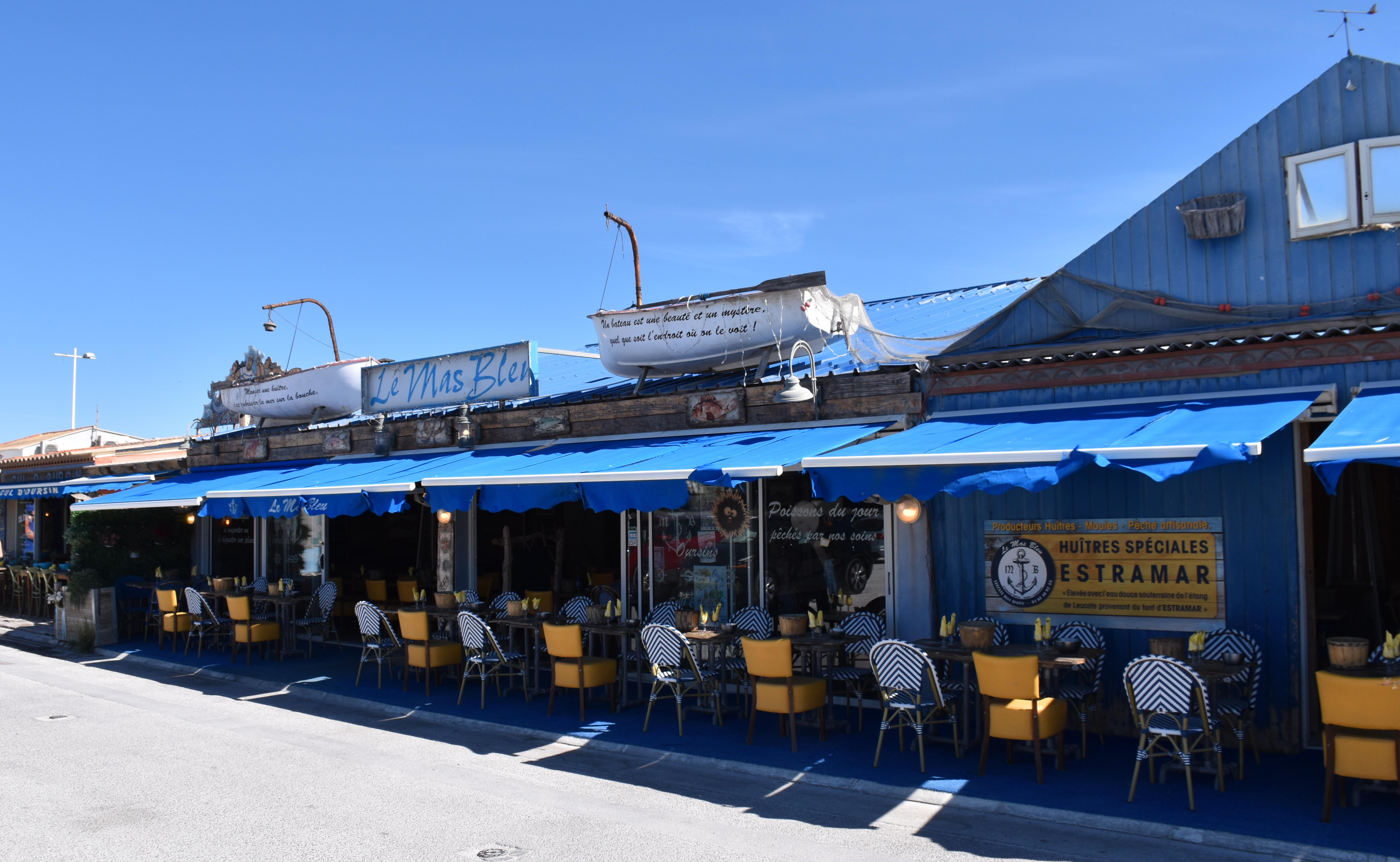
Quelques-uns des nombreux bars à huîtres.
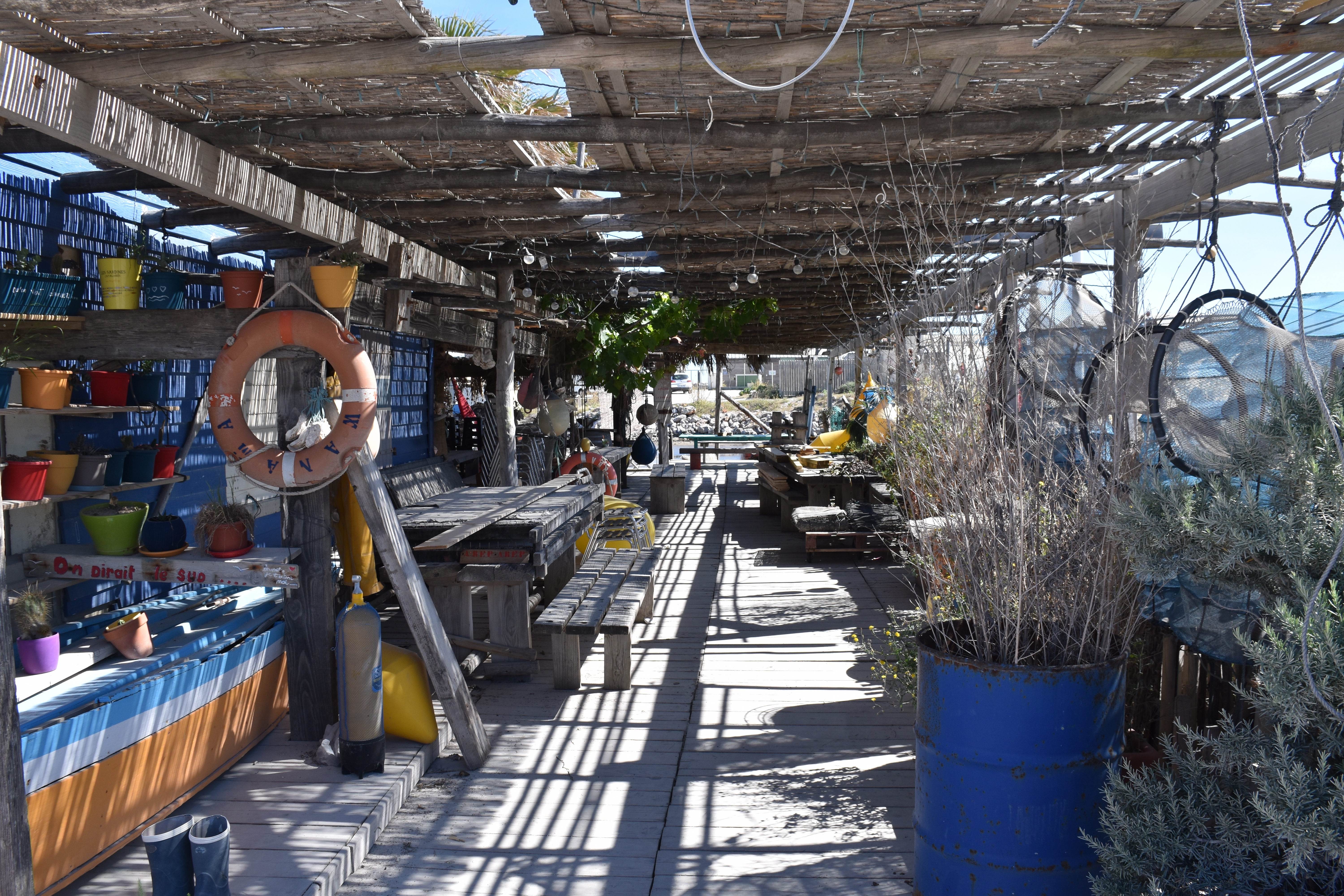
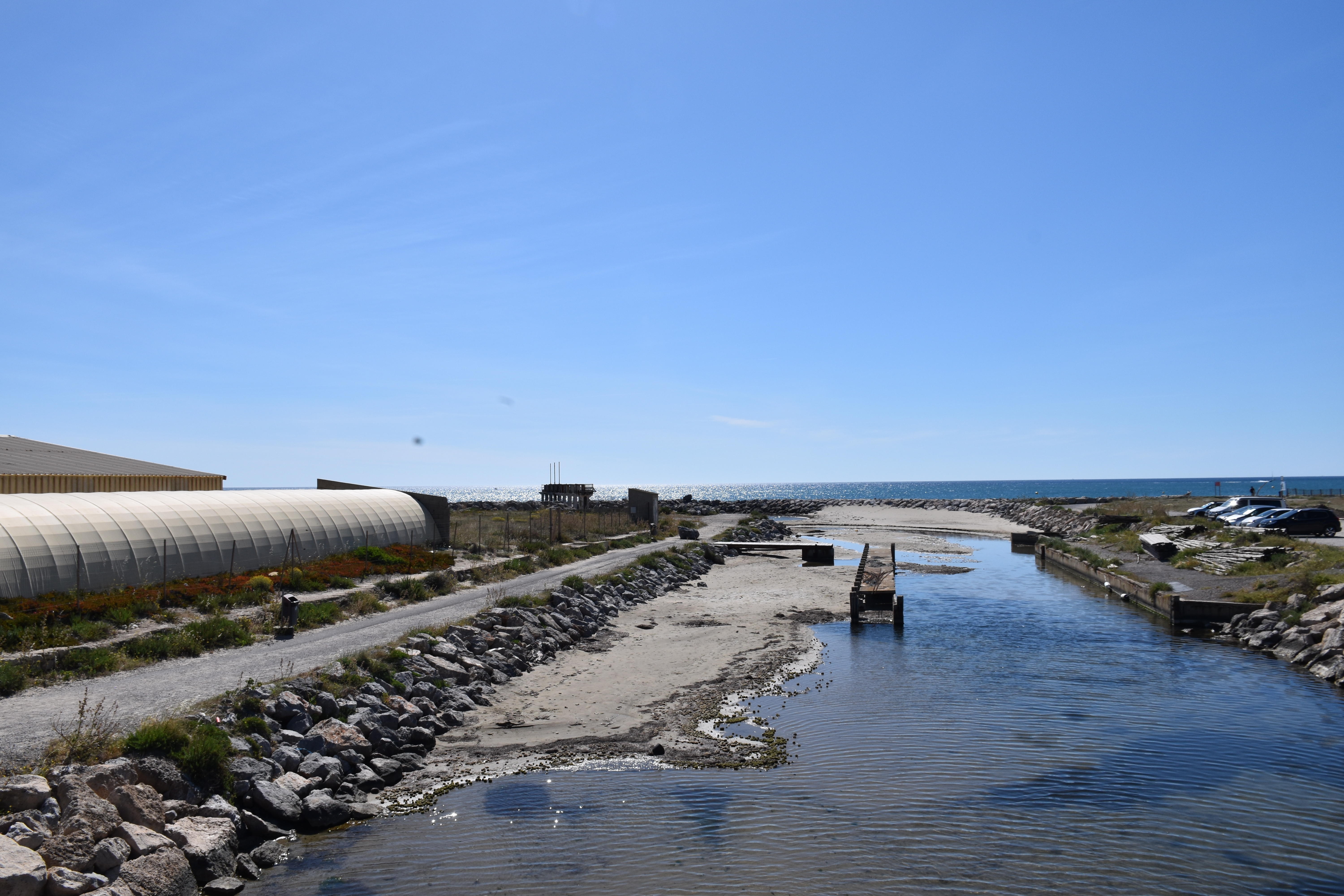
Le chenal côté Méditerranée.